# Valter Carrijo
Valter Carrijo SDS (* 22. Januar 1934 in Uberlândia, Brasilien) ist ein römisch-katholischer Geistlicher und Altbischof von Brejo.

## Leben
Valter Carrijo trat der Ordensgemeinschaft der Salvatorianer bei, legte die Profess am 2. Februar 1954 ab und empfing am 8. Dezember 1961 die Priesterweihe.
Papst Johannes Paul II. ernannte ihn am 18. Januar 1989 zum Koadjutorbischof von Brejo. Der Erzbischof von São Luís do Maranhão, Paulo Eduardo Andrade Ponte, spendete ihm am 15. April desselben Jahres die Bischofsweihe; Mitkonsekratoren waren Mário Teixeira Gurgel SDS, Bischof von Itabira-Fabriciano, und Roberto Pinarello de Almeida, Bischof von Jundiaí.
Mit der Emeritierung Afonso de Oliveira Limas SDS am 25. September 1991 folgte er ihm als Bischof von Brejo nach. Am 5. Mai 2010 nahm Papst Benedikt XVI. sein altersbedingtes Rücktrittsgesuch an.